# ワルター・トランプラー
ワルター・トランプラー（Walter Trampler、1915年8月25日 - 1997年9月27日）は、ドイツミュンヘン生まれの名ヴィオラ奏者。

## 略歴
父親から音楽の手ほどきを受ける。1933年にミュンヘンでベートーヴェンのヴァイオリン協奏曲を弾いてヴァイオリニストとしてデビューする。ヴィオリストとしては1935年に、モーツァルトの協奏交響曲を弾いてデビューをする。1939年にアメリカにわたり、その後ニュー・ミュージック弦楽四重奏団やリンカン・センター室内楽協会のメンバーを務めた。ほか、ジュリアード音楽院やニューイングランド音楽院などの教授を歴任し、カシュカシャンや今井信子などを指導している。

## 録音
著名弦楽四重奏団などと共演や、交響曲「イタリアのハロルド」の録音が残されている。
- ヴィオラ独奏
  - ベルリオーズ - 交響曲「イタリアのハロルド」、ジョルジュ・プレートル指揮ロンドン交響楽団
- 室内楽での共演
  - モーツァルト - 弦楽五重奏曲、ブダペスト弦楽四重奏団
  - ブラームス - 弦楽五重奏曲、ブダペスト弦楽四重奏団
  - ブラームス - ヴィオラソナタ、ピアノ: ミェチスワフ・ホルショフスキ
  - シェーンベルク - 弦楽六重奏曲「浄夜（浄められた夜）」、ジュリアード弦楽四重奏団、ヨーヨー・マ
  - ブラームス - ピアノ四重奏曲、ボザール・トリオ（ピアノ：メナヘム・プレスラー、ヴァイオリン：イシドア・コーエン、チェロ：ピーター・ウィリー）